# Подригуля Сергій Васильович
Сергій Васильович Подригуля (нар. 5 лютого 1992, Луцьк) — український футболіст, півзахисник.

## Життєпис

### Клубна кар'єра
На професіональному рівні дебютував 16 червня 2008 року в матчі Першої ліги чемпіонату України проти «Енергетика». Загалом за «Волинь» зіграв 9 матчів.
У сезоні 2009/10 виступав за «Спартакус» з Шароволі Люблінського воєводства Польщі, який під керівництвом Богдана Блавацького здобув право виступати у Другій лізі Польщі та переміг у регіональному кубку Замойського округу Польщі.
Улітку 2010 року повернувся до «Волині».